# Kościół Najświętszego Zbawiciela w Warszawie

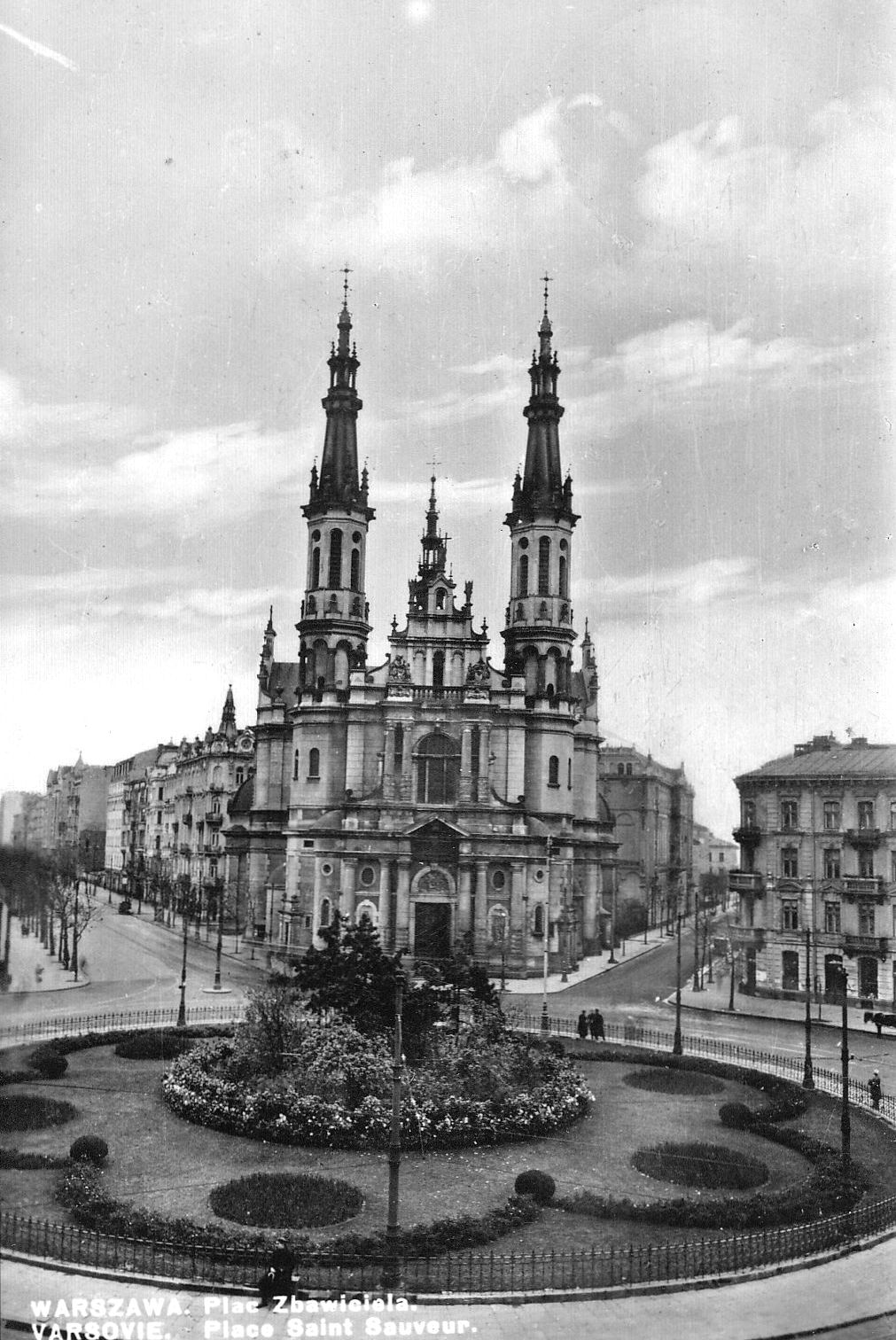
Kościół Najświętszego Zbawiciela przed 1939

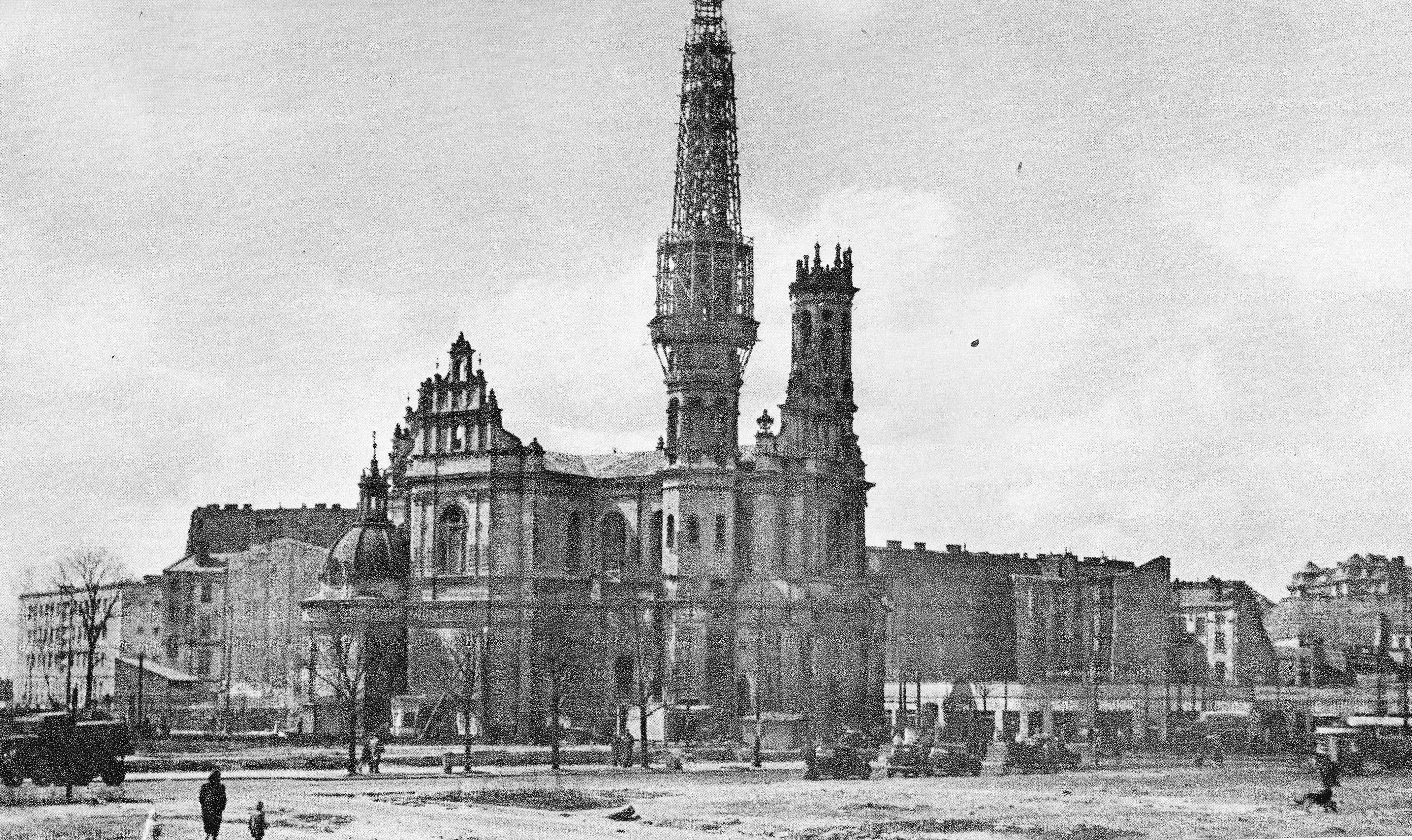
Powojenna odbudowa świątyni

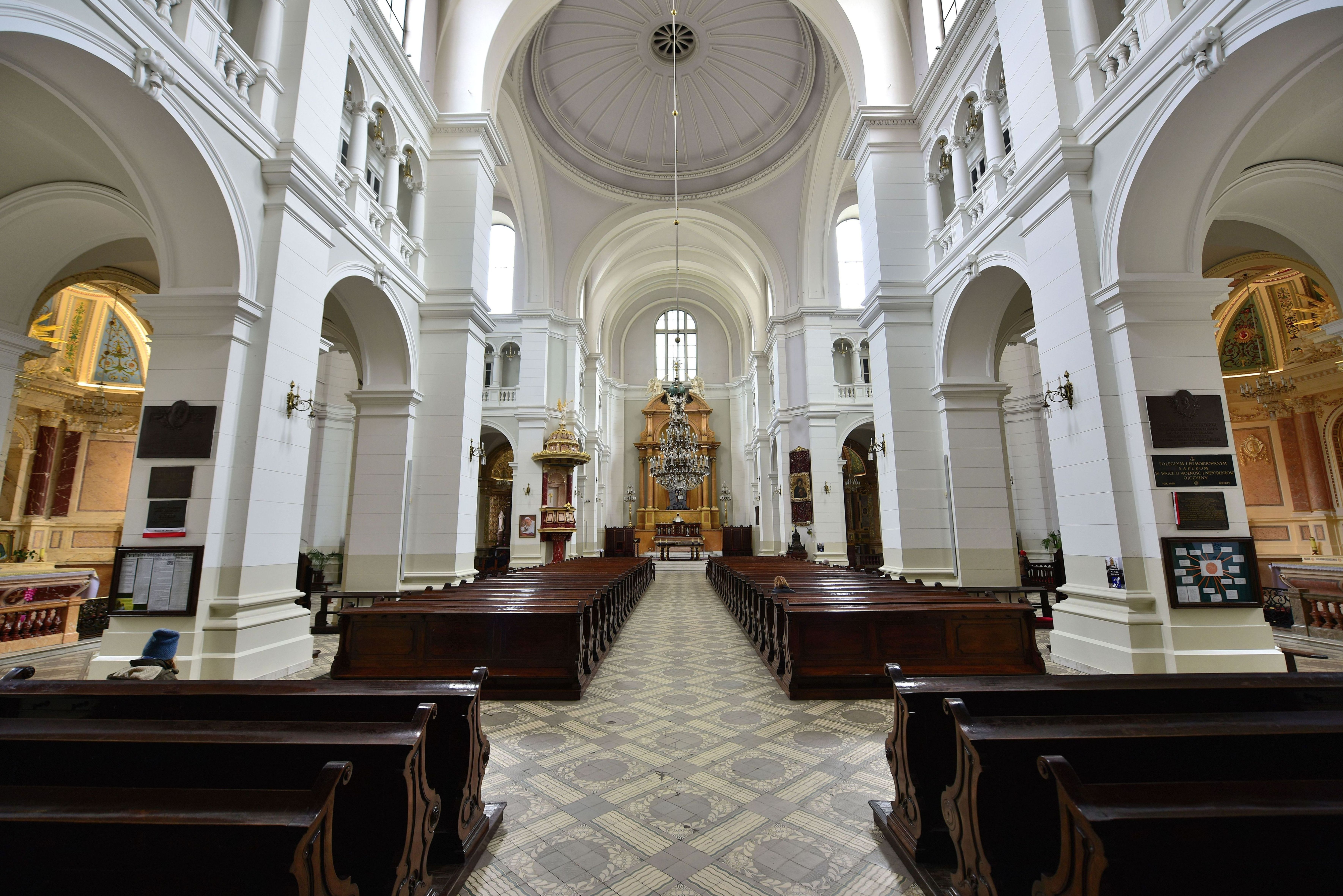
Wnętrze świątyni

Kościół Najświętszego Zbawiciela – świątynia rzymskokatolicka przy placu Zbawiciela w dzielnicy Śródmieście w Warszawie. Jest to kościół parafii pod tym samym wezwaniem i sanktuarium diecezjalne Matki Zbawiciela.

## Historia kościoła

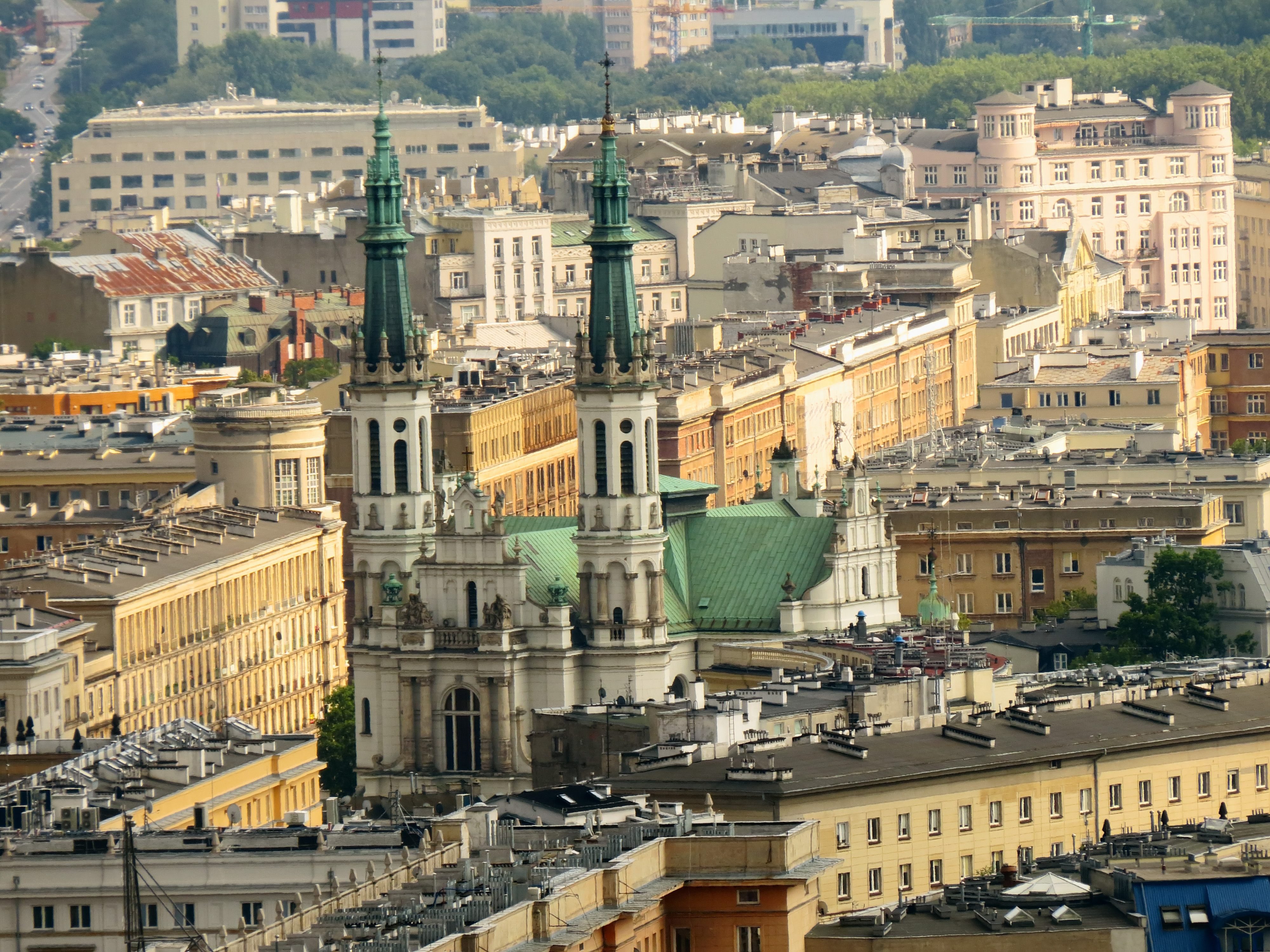
Kościół, widok z PKiN

Plac Rotunda nieopodal Zamku Ujazdowskiego został w swej południowej części przeznaczony na sady i ogrody. W 1822 właściciel terenu Louis Lerand sprzedał część ogrodu Piotrowi Garnier, który zbudował w tym miejscu murowaną karczmę zwaną „czerwoną”.
Z inicjatywy księdza arcybiskupa, metropolity warszawskiego, Wincentego Chościaka-Popiela i woli mieszkańców Śródmieścia Południowego i Ujazdowa chcących uczcić jubileuszowy rok 1900 budową okazałej świątyni ukonstytuował się w 1899 Komitet Budowy Kościoła pod przewodnictwem księdza prałata Jakuba Siemca. W 1900 wykupiono teren pomiędzy ulicami Marszałkowską i Mokotowską. 12 października 1901 odbyła się uroczystość wmurowania kamienia węgielnego. Konkurs na projekt kościoła wygrał wprawdzie Stefan Szyller, ale realizację powierzono architektowi, autorowi m.in. kościoła św. Wojciecha na Woli i św. Floriana na Pradze, Józefowi Piusowi Dziekońskiemu – absolwentowi Szkoły Sztuk Pięknych w Warszawie i Akademii Sztuk Pięknych w Petersburgu. Świątynia zaprojektowana została na planie krzyża łacińskiego.
Kościół został częściowo udostępniony wiernym w 1903, a w 1907, po poświęceniu przez księdza prałata Siemca, przekazany w całości do użytku. Parafię pod wezwaniem Najświętszego Zbawiciela erygowano 1 stycznia 1911, zaś 23 października 1927 świątynia została konsekrowana przez biskupa Stanisława Galla. Pierwszym jej proboszczem został ks. Prałat Roman Rembeliński. Wybuch I wojny światowej spowodował, że prace związane z wykończeniem i dekoracją wnętrza toczyły się aż do wybuchu II wojny światowej.
W czasie II wojny światowej kościół uległ poważnym zniszczeniom. We wrześniu 1939 podczas bombardowań Warszawy pociski zniszczyły sygnaturkę, zachodnią wieżę i dach. Runął także w wyniku pożaru i uległ całkowitemu zniszczeniu żyrandol (największy spośród żyrandoli w ówczesnych kościołach warszawskich). Kolejne zniszczenia przyniósł rok 1944 gdy po upadku powstania warszawskiego Niemcy przystąpili do wyburzenia domów i świątyń. W tym celu założone zostały miny w dolnym kościele, mieszczącym się równolegle do poprzecznej nawy świątyni na linii: kaplica Matki Boskiej – zakrystia. Wybuch zdetonowanych min zniszczył całkowicie sklepienie dolnego kościoła i znajdującą się bezpośrednio nad nim kaplicę, uszkodził częściowo prezbiterium głównego ołtarza i górną część ambony, spowodował znaczne uszkodzenia stropu kościoła i witraży okiennych oraz doszczętnie zrujnował organy. Stopiły się dwa dzwony, trzeci okupanci zarekwirowali.
W okresie okupacji gromadzący tłumy wiernych kościół nawiedzali także ukrywający się Żydzi. Jeden z nich, Michał Zylberg, wspominał spędzony u Zbawiciela Jom Kipur w 1943: w pewnym momencie do garstki pogrążonych w skupieniu Izraelitów wyszedł ksiądz i zmówił modlitwę w intencji prześladowanych.
Podczas II wojny światowej posługę w parafii pełnił m.in. ks. Ignacy Subera.
Po zakończeniu wojny dzięki energii i staraniom ówczesnego administratora parafii ks. kanonika Konstantego Pogorzelskiego szybko zostały podjęte prace przygotowawcze do odbudowy zniszczeń według projektu architekta Wiesława Konowicza. Szczęśliwie nie zrealizowano planu dostosowania restaurowanego kościoła do zabudowy MDM. Nabożeństwa przeniesiono do ocalałego domu parafialnego na ulicy Mokotowskiej 13 – wykorzystując w tym celu salę widowiskową na której urządzono ołtarz (mieści się tam od 1949 Teatr Współczesny). 6 sierpnia 1946 w kościele odbył się pogrzeb ponad 5 ton prochów ofiar powstania warszawskiego, które następnie w 117 trumnach przetransportowano na powstający Cmentarz Powstańców Warszawy przy ul. Wolskiej w Warszawie.
Prace remontowe, mające na celu usunięcie najpoważniejszych zniszczeń, wywiezienie gruzu i doprowadzenie kościoła do stanu umożliwiającego odprawianie nabożeństw trwały do 1948 – wtedy to świątynia została udostępniona wiernym. Jednym z powojennych wikariuszy w tej parafii był ks. Florian Klewiado, późniejszy Generalny Dziekan Wojska Polskiego.
W 1965 roku świątynia została wpisana do rejestru zabytków. 
3 grudnia 2006 kard. Józef Glemp podniósł kościół do rangi sanktuarium diecezjalnego - Sanktuarium Matki Zbawiciela (tytuł pochodzi od nazwy wizerunku Matki Bożej czczonej w kościele).
Świątynia pełni funkcję kościoła akademickiego dla Politechniki Warszawskiej (siedziba Duszpasterstwa Akademickiego „Sandał”).

## Architektura kościoła
Kościół Najświętszego Zbawiciela to trójnawowa bazylika z transeptem i kopułą na skrzyżowaniu naw, w stylu architektonicznym nawiązującym do form polskiego renesansu i baroku. Nad skrzyżowaniem naw istniała pierwotnie 20-metrowa sygnaturka, zniszczona w czasie bombardowań stolicy przez wojska niemieckie w 1939, po wojnie nieodbudowana. Na bryłę kościoła wpływ miał trójkątny kształt działki, na której go usytuowano, co pozwoliło na wzniesienie kaplicy Matki Bożej od strony ul. Marszałkowskiej i symetrycznie, obszernej zakrystii od strony ul. Mokotowskiej. Charakterystyczna główna fasada kościoła od strony placu Zbawiciela w formie kolumnowego portyku, flankowana jest dwiema wysmukłymi wieżami i ozdobiona rzeźbami św. Piotra i św. Pawła dłuta Feliksa Giecewicza.

### Kaplica i Obraz Matki Bożej
Świątynia ufundowana przez wiernych i wdzięcznych mieszkańców Warszawy zawsze posiadała tylko jedną kaplicę – Matki Zbawiciela. Nawiązuje ona w swej formie do kształtu Kaplicy Zygmuntowskiej katedry na Wawelu – siedzibie polskich królów. W zamyśle twórców ma podkreślać szczególne znaczenie, szczególną cześć jaką Maryja odbiera w Polsce, przypominać Jej szczególne miano, jakim obdarzyli ją Polacy – Królowej Polski.
Ołtarz został ufundowany przez Leopolda Hillera. Jest wykonany ze stiuku. Kaplica jest niezwykle pięknie ornamentowana, posiada bogate złocenia. Na bocznej ścianie znajduje się obraz, Wizja Św. Bernarda Michała Willmana.
Obraz Matki Zbawiciela został zamówiony przez Komitet Budowy Kościoła. Namalował go w 1909 znany artysta Franciszek Jędrzejczyk. Nabył – odpowiedzialny za Komitet – ks. prałat Jan Siemiec. Obraz ten został poświęcony na Jasnej Górze i uroczyście wprowadzony 8 grudnia 1909 roku przez przeora klasztoru o. Euzebiusza Rejmana. Wizerunek Matki Bożej jest malowidłem wykonanym na podłożu metalowym – cynkowym, które z kolei jest zamocowane do podłoża drewnianego. Wymiary obrazu: 130x87 cm.
Kopia wizerunku Jasnogórskiego przedstawia Maryję w pozycji frontalnej z Dzieciątkiem na lewym ręku. Prawą dłoń Matka Boża trzyma na piersiach, wskazując na swojego Syna. Spojrzenia Matki i Dzieciątka spoczywają na modlących się. Główka Dzieciątka jest zwrócona ku Matce, prawą dłonią wskazuje na nią, w lewej trzyma Ewangeliarz.
Twarz Maryi różni się nieco w swym wyrazie od oryginału. O Matce Bożej Jasnogórskiej mówi się, że ma spojrzenie przenikliwe i smutek na twarzy. Matka Zbawiciela ma zdecydowanie spojrzenie skupione na modlącym się, jednak z jej twarzy emanuje przede wszystkim nieziemski pokój.
Matka Boża i Dzieciątko posiadają nałożone sukienki. Są one wykonane na podłożu drewnianym. Na nim są wymodelowane formy z waty, pokryte atłasem i aksamitem na podszewce z cienkiego płótna lnianego. Atłas i aksamit stanowiące suknię Madonny i Dzieciątka są w kolorze czerwonym, płaszcz Maryi w kolorze niebieskim. Na materiał naszyte są różne ozdoby, kamienie półszlachetne oraz łańcuszki. Brzegi maforium, a także płaszcz Matki Bożej i sukienka Dzieciątka są wykończone sznurami drobnych perełek przyklejonych do złoconego podłoża.
Tło Wizerunku stanowią przymocowane do podłoża blachy mosiężne, przedstawiające cztery sceny z Ewangelii: Zwiastowanie, Boże Narodzenie, Naigrywanie (Cierniem ukoronowanie) i Biczowanie.
W roku 1994 została przeprowadzona gruntowna renowacja Obrazu.
Obraz został ukoronowany papieskimi koronami przez Jana Pawła II 13 czerwca 1999 na pl. Piłsudskiego w Warszawie.

### Wnętrze świątyni
- Ołtarz główny, poświęcony jest Zbawicielowi. Zbudowano go w 1922 według projektu Bolesława Żurakowskiego. W architektonicznej, stiukowej oprawie umieszczony jest krucyfiks. Nad nim kula ziemska z hierogramem w kartuszu IHS (Iesus Hominis Salvator = Jezus Zbawiciel Człowieka). Wyżej Kielich i Hostia, symbole Eucharystii, adorowane przez dwa anioły i przygniatające węża – szatana. Na cokołach po bokach ołtarza stać miały figury patronów Polski i Litwy – św. Stanisława i św Kazimierza. Po zniszczeniach wojennych ołtarz odbudowano w 1945.
- Ołtarz św. Ekspedyta projektu Stefana Szyllera.
- Ambona, projektu Stefana Szyllera (1929).
- Dwa obrazy Michaela Willmanna „Wizja św. Augustyna” i „Wizja św. Bernarda” z XVII w., pierwotnie dla opactwa w Lubiążu.
- Chrzcielnica ufundowana w 1919 przez Tadeusza Bernharda jako wotum za szczęśliwy powrót z Rosji. Wykuta jest z jednego bloku czerwonego granitu, posiada bogato zdobioną pokrywę z brązu wykonaną w pracowni Braci Łopieńskich. Nad chrzcielnicą słynąca łaskami ikona Matki Bożej Nieustającej Pomocy.
- Organy – pierwszy instrument został zbudowany w 1912 przez pracownię Jana Tuczka z Kutnej Hory. Obecne organy parafii Zbawiciela budowane były w latach siedemdziesiątych przez firmę „Janusz i Zygmunt Kamińscy” na bazie pierwotnej szafy organowej z pozostawieniem niektórych głosów oraz wiatrowni. Obecnie organy posiadają 59 głosów (w tym 10 językowych) obsługiwanych 4 manuałami (poprzedni instrument miał 3 manuały). Zmieniono także trakturę organów z pneumatycznej na elektropneumatyczną.
- Pod chórem organowym znajduje się m.in. tablica poświęcona pamięci ks. dra Marcelego Nowakowskiego, proboszcza parafii od 1926, rozstrzelanego w Palmirach w 1940.

## Pozostałe informacje
- 7 września 1922 w kościele odbył się chrzest Krzysztofa Kamila Baczyńskiego[9].
- W lewej nawie świątyni znajduje się fragment mozaiki – anioł z tympanonu głównego portalu zburzonego soboru św. Aleksandra Newskiego w Warszawie[10].
- Podczas wichury 5 września 2016 z prawej wieży kościoła spadł krzyż i spadając wbił się w dach świątyni[11].
- 7 maja 2019 odsłonięte w kościele popiersie gen. Józefa Hallera, który modlił się w tym miejscu przed Bitwą Warszawską w 1920[12].
- Przy kościele działa Duszpasterstwo Akademickie „Sandał”.